# 石川正俊
石川 正俊（いしかわ まさとし）は、日本の工学者。東京理科大学学長。
東京大学名誉教授、元東京大学理事・副学長、元計測自動制御学会会長。
東京大学博士（工学）。茨城県出身。

## 略歴
- 1977年：東京大学工学部計数工学科卒業
- 1979年：東京大学大学院工学系研究科計数工学専門課程修士課程修了
- 1979年：通商産業省工業技術院製品科学研究所研究員
- 1988年：工学博士 (東京大学)（論文タイトルは『触覚情報の処理に関する基礎的研究』[3]）
- 1989年：東京大学工学部計数工学科助教授
- 1999年：東京大学大学院工学系研究科計数工学専攻教授
- 2001年：改組により、東京大学大学院情報理工学系研究科システム情報学専攻教授
- 2002年：東京大学総長特任補佐 (2004年3月まで)
- 2004年：東京大学副学長 (2005年3月まで)
- 2005年
  - 東京大学理事・副学長 (2006年3月まで)
  - 東京大学情報理工学系研究科創造情報学専攻教授
- 2011年：計測自動制御学会会長（2012年2月まで）
- 2016年：東京大学情報理工学系研究科 研究科長 (2020年3月まで)
- 2018年：国際計測連合(IMEKO:International Measurement Confederation) President（2021年9月まで）
- 2019年：東京大学情報理工学系研究科システム情報学専攻 教授 (2020年3月まで)
- 2020年
  - 東京大学情報基盤センターデータ科学研究部門 特任教授
  - 東京大学名誉教授
- 2022年：東京理科大学学長

## 主な受賞
- 1988年 工業技術院長賞
- 1999年 櫻井健二郎氏記念賞
- 2011年 紫綬褒章[4]
- 2012年
  - 島津賞
  - エリクソン・テレコミュニケーション・アワード
  - 服部報公賞[5]
- 2018年 立石賞特別賞
- 2021年 市村学術賞功績賞[6]

## 研究分野
システム情報学　（センサ工学, ロボット工学, 画像処理, 認識行動システム, 生体情報処理）

## 科学アカデミー会員
- 1997年 - 計測自動制御学会 フェロー
- 2010年 - 日本ロボット学会 フェロー
- 2012年 - 電子情報通信学会 フェロー
- 2014年 - 日本機械学会 フェロー
- 2019年 - 日本工学会 フェロー